# Нижни Малгобек
Нижни Малгобек (на руски: Нижний Малгобек, на осетински: Мæлгъæвæг, на кабардино-черкезки: Мэлгъэбэг) е село в Русия, в състава на Моздокски район, Северна Осетия. Според официални оценки към 1 януари 2022 г. населението на селото е 386 души.

## Население

### Етнически състав
Преброяване на населението през 2010 г.
Численост и дял на етническите групи според преброяването на населението през 2010 г.:
|            | Численост | Дял (в %) |
| Общо       | 407       | 100,00    |
| Кабардинци | 295       | 72,48     |
| Българи    | 51        | 12,53     |
| Руснаци    | 32        | 7,86      |
| Осетинци   | 15        | 3,68      |
| Други      | 14        | 3,43      |